# Etzersdorf-Rollsdorf
Etzersdorf-Rollsdorf var en kommun i distriktet Weiz i förbundslandet Steiermark i Österrike. Den blev den 1 januari 2015 en del av kommunen Sankt Ruprecht an der Raab.
Kommunen bestod av tre orter (Ortschaften) (inom parentes invånarantal 1 januari 2024):
- Etzersdorf (504)
- Lohngraben (293)
- Rollsdorf (395)